# Aframomum
Aframomum és un gènere de plantes de la família del gingebre, Zingiberaceae. Està molt estès per l'Àfrica tropical així com per algunes illes de l'oceà Índic (Madagascar, Seychelles i Maurici). És més gran que altres gèneres de la seva família. Les seves espècies són perennes i produeixen flors de colors.
Aframomum melegueta (pebrot Meleguta) és un cultiu comestible d'importància econòmica a l'Àfrica occidental.

## Taxonomia
El gènere va ser descrit pel botànic alemany Karl Moritz Schumann i publicat a Das Pflanzenreich IV. 46 (Heft 20): 201. 1904.

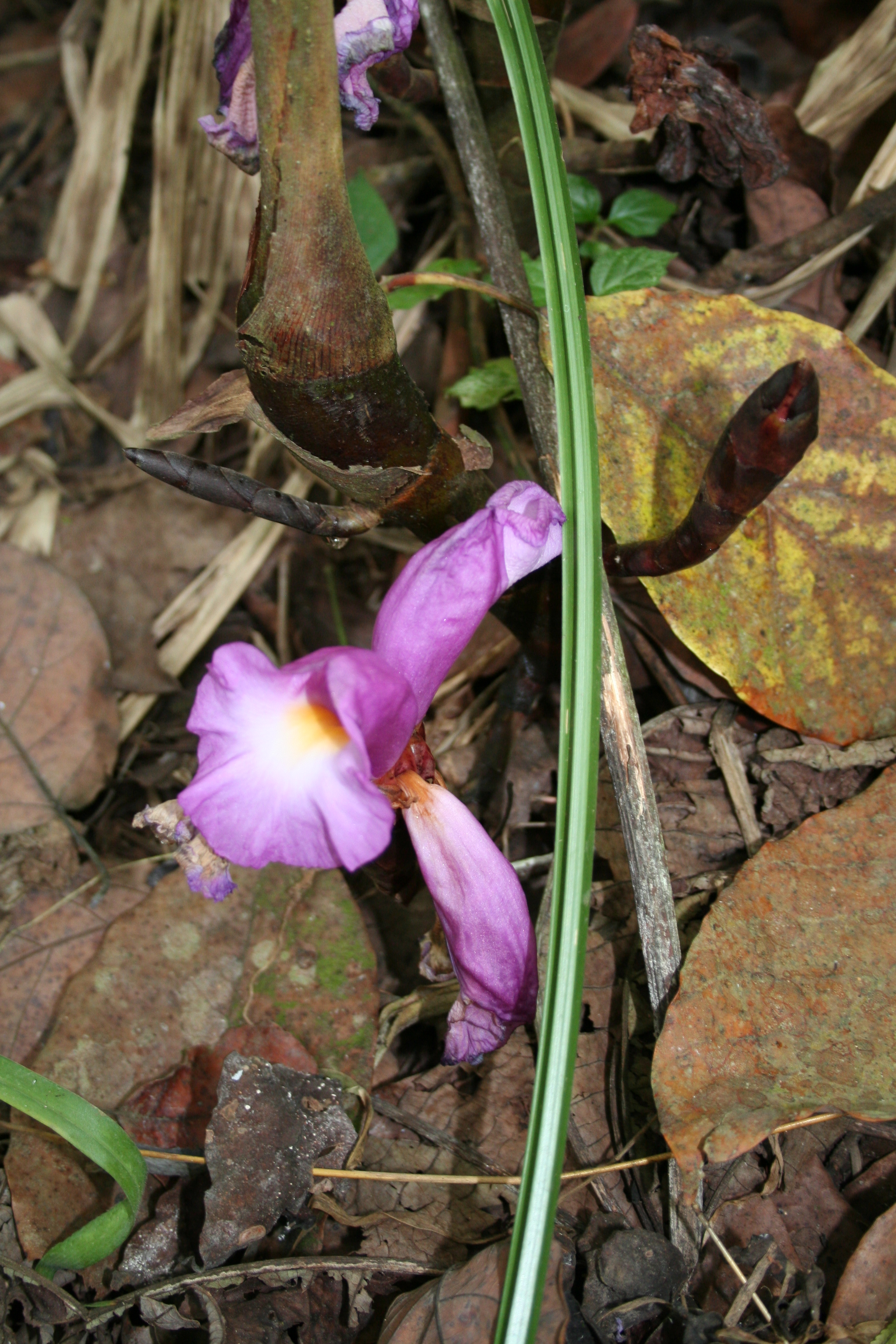
Flor d'Aframomum sp, nord-oest de Camerun
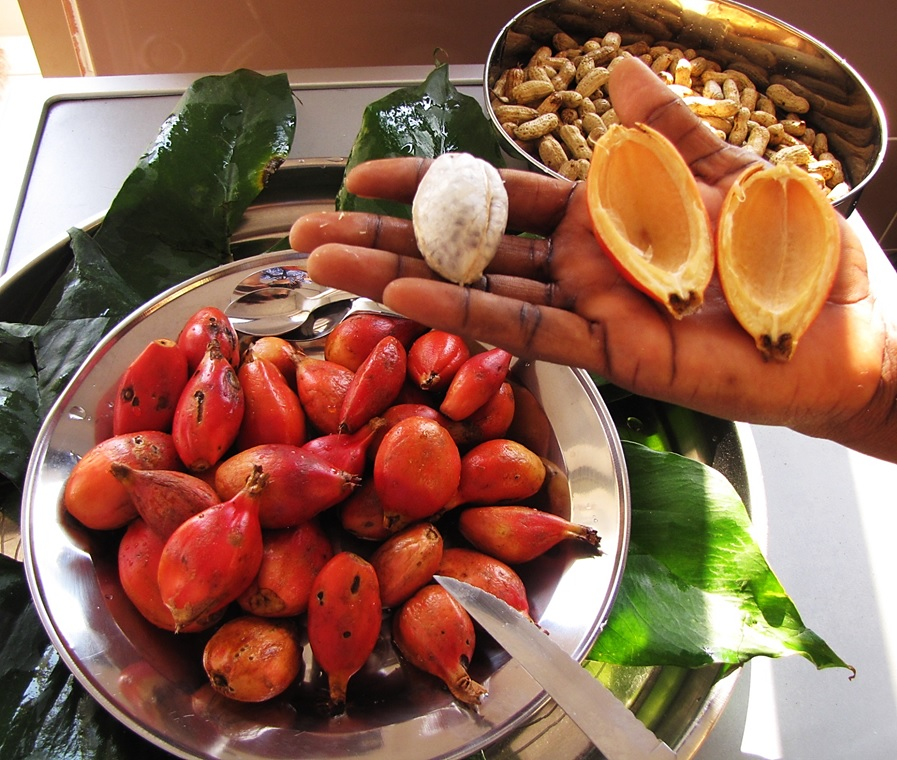
Els fruits d'Aframomum alboviolaceum es consumeixen a l'Àfrica central

## Espècies acceptades
Llistat de les espècies del gènere Aframomum acceptades fins al febrer del 2013, ordenades alfabèticament. Per a cadascuna s'indica el nom binomial seguit de l'autor, abreujat segons les convencions i els usos:
- Aframomum albiflorum Lock, (1984).
- Aframomum alboviolaceum (Ridl.) K.Schum. (1904).
- Aframomum alpinum (Gagnep.) K.Schum. , (1904).
- Aframomum amaniense Loes., (1909).
- Aframomum angustifolium (Sonn.) K.Schum. , (1904).
- Aframomum arundinaceum (Oliv. & D.Hanb.) K.Schum. 218 (1904).
- Aframomum atewae Lock & J.B.Hall, 1974).
- Aframomum aulacocarpos Pellegr. ex Koechlin, (1964).
- Aframomum cereum (Hook.f.) K.Schum. , (1904).
- Aframomum chrysanthum Lock, (1978).
- Aframomum citratum (C.Pereira) K.Schum. , (1904).
- Aframomum colosseum K.Schum. , (1904).
- Aframomum cordifolium Lock & J.B.Hall, (1973 publ. 1974).
- Aframomum corrorima (A.Braun) P.C.M.Jansen, (1981).
- Aframomum daniellii (Hook.f.) K.Schum. , (1904).
- Aframomum elegans Lock, (1980).
- Aframomum elliottii (Baker) K.Schum. , (1904).
- Aframomum exscapum (Sims) Hepper, (1967).
- Aframomum flavum Lock, (1978).
- Aframomum geocarpum Lock & J.B.Hall, (1973 publ. 1974).
- Aframomum giganteum (Oliv. & D.Hanb.) K.Schum. , (1904).
- Aframomum kayserianum (K.Schum.) K.Schum. , (1904).
- Aframomum laurentii (De Wild. & T.Durand) K.Schum. , (1904).
- Aframomum laxiflorum Loes. ex Lock, (1976).
- Aframomum leptolepis (K.Schum.) K.Schum. , (1904).
- Aframomum letestuanum Gagnep., (1908).
- Aframomum limbatum (Oliv. & D.Hanb.) K.Schum. , (1904).
- Aframomum longiligulatum Koechlin, (1965).
- Aframomum longipetiolatum Koechlin, (1964).
- Aframomum longiscapum (Hook.f.) K.Schum. , (1904).
- Aframomum luteoalbum (K.Schum.) K.Schum. , (1904).
- Aframomum makandensis Dhetchuvi, (1995).
- Aframomum mala (K.Schum. ex Engl.) K.Schum. , (1904).
- Aframomum mannii (Oliv. & D.Hanb.) K.Schum. , (1904)
- Aframomum melegueta K.Schum. , (1904).
- Aframomum mildbraedii Loes. , (1907-1908 publ. 1910).
- Aframomum orientale Lock, Kew Bull. 39: 837 (1984).
- Aframomum pilosum (Oliv. & D.Hanb.) K.Schum. , (1904).
- Aframomum polyanthum (K.Schum.) K.Schum. , (1904).
- Aframomum pruinosum Gagnep., (1908).
- Aframomum pseudostipulare Loes. & Mildbr. ex Koechlin, (1964)
- Aframomum rostratum K.Schum. , (1904).
- Aframomum sceleratum A.Chev., (1914 publ. 1917).
- Aframomum singulariflorum Dhetchuvi, (1993).
- Aframomum spiroligulatum Lock & A.D.Poulsen, (1997).
- Aframomum stanfieldii Hepper, (1968).
- Aframomum strobilaceum (Sm.) Hepper, (1967).
- Aframomum subsericeum (Oliv. & D.Hanb.) K.Schum. , (1904).
- Aframomum subsericeum subsp. glaucophyllum (K.Schum.) Lock, (1980).
- Aframomum subsericeum subsp. subsericeum.
- Aframomum sulcatum (Oliv. & D.Hanb. ex Baker) K.Schum., (1904).
- Aframomum thonneri De Wild., (1911).
- Aframomum uniflorum Lock & A.D.Poulsen, (1997).
- Aframomum verrucosum Lock, (1984).
- Aframomum wuerthii Dhetchuvi & Eb.Fisch., (2006).
- Aframomum zambesiacum (Baker) K.Schum. , (1904).
- Aframomum zambesiacum'' subsp. ''puberulum Lock,(1978).
- Aframomum zambesiacum'' subsp. ''zambesiacum.

## Espècies considerades sinònimes
- Aframomum baumannii K.Schum. , (1904) = Aframomum angustifolium (Sonn.) K.Schum. , (1904).
- Aframomum biauriculatum K.Schum. , (1904) = Aframomum alboviolaceum (Ridl.) K.Schum. (1904).
- Aframomum candidum Gagnep.,(1906) = Aframomum alboviolaceum (Ridl.) K.Schum. (1904).
- Aframomum chlamydanthum Loes. & Mildbr., (1929) = * Aframomum zambesiacum (Baker) K.Schum. , (1904).
- Aframomum crassilabium (K.Schum. ex Engl.) K.Schum. (1904) = Aframomum mala (K.Schum. ex Engl.) K.Schum. , (1904).
- Aframomum cuspidatum (Gagnep.) K.Schum. , (1904) = Aframomum exscapum (Sims) Hepper, (1967).
- Aframomum dalzielii Hutch. in J.Hutchinson & J.M.Dalziel,(1936) = Aframomum leptolepis (K.Schum.) K.Schum. , (1904).
- Aframomum erythrostachyum Gagnep.,(1904) = Aframomum strobilaceum (Sm.) Hepper, (1967).
- Aframomum giganteum var. puberulifolium Koechlin, (1964) = Aframomum giganteum (Oliv. & D.Hanb.) K.Schum. , (1904).
- Aframomum glaucophyllum (K.Schum.) K.Schum. , (1904) = 'Aframomum subsericeum subsp. glaucophyllum (K.Schum.) Lock, (1980).
- Aframomum grana-paradisi (L.) K.Schum., (1904) = Aframomum melegueta K.Schum. , (1904).
- Aframomum hanburyi K.Schum., (1904) = Aframomum angustifolium (Sonn.) K.Schum. , (1904).
- Aframomum keniense R.E.Fr., (1924) = Aframomum zambesiacum (Baker) K.Schum. , (1904).
- Aframomum korarima (C.Pereira) Engl. , (1908) = Aframomum corrorima (A.Braun) P.C.M.Jansen, (1981).
- Aframomum latifolium K.Schum. , (1904) = Aframomum alboviolaceum (Ridl.) K.Schum. (1904).
- Aframomum leonense K.Schum. , (1904) = Aframomum exscapum (Sims) Hepper, (1967).
- Aframomum lycobasis K.Schum., (1904) = Aframomum limbatum (Oliv. & D.Hanb.) K.Schum. , (1904).
- Aframomum macrospermum (Sm.) Burkill, (1930) = Aframomum alboviolaceum (Ridl.) K.Schum. (1904).
- Aframomum masuianum (De Wild. & T.Durand) K.Schum. , (1904) = Aframomum cereum (Hook.f.) K.Schum. , (1904).
- Aframomum meleguetella K.Schum. , (1904) = Aframomum melegueta K.Schum. , (1904).
- Aframomum oleraceum A.Chev., (1920) = Aframomum exscapum (Sims) Hepper, (1967).
- Aframomum sanguineum (K.Schum.) K.Schum., (1904) = Aframomum angustifolium (Sonn.) K.Schum. , (1904).
- Aframomum sceptrum (Oliv. & D.Hanb.) K.Schum., (1904) = Aframomum cereum (Hook.f.) K.Schum. , (1904).
- Aframomum simiarum A.Chev., (1914 publ. 1917) = Aframomum strobilaceum (Sm.) Hepper, (1967).
- Aframomum stipulatum (Gagnep.) K.Schum., (1904) = Aframomum alboviolaceum (Ridl.) K.Schum. (1904).
- Aframomum tectorum K.Schum., (1904) = ?
- Aframomum usambarense Lock, (1976) = Aframomum corrorima (A.Braun) P.C.M.Jansen, (1981).
- Aframomum zimmermannii K.Schum. , (1904), provisional synonym = Aframomum alpinum (Gagnep.) K.Schum. , (1904).